# 九月七日镇
九月七日镇是巴西南大河州的一个市镇。总面积129.995平方公里，总人口2131人，人口密度16.4人/平方公里。